# كأس الاتحاد الإنجليزي 1909–10
كأس الاتحاد الإنجليزي 1909–10 (بالإنجليزية: 1909–10 FA Cup)‏ هو الموسم 39 من  كأس الاتحاد الإنجليزي. أقيم خلال الفترة 11 سبتمبر 1909 وحتى 23 أبريل 1910، والذي يشرف على تنظيمه الاتحاد الإنجليزي لكرة القدم، وفاز فيه نيوكاسل يونايتد.